# Justinus Nasavský
Justinus van Nassau (1559 – 1631) byl jediným nemanželským dítětem Viléma Oranžského. Byl nizozemským armádním velitelem známým pro podepsání kapitulace nizozemského města Breda obléhaném Španěly. Kapitulace města Breda je známý obraz Diega Velázqueze.
Jeho matka byla Eva Elincx, milenka Justinova otce Viléma v období mezi jeho dvěma sňatky. Vilém Oranžský uznal Justina jako svého syna a vychoval ho se svými dalšími dětmi. Justinus studoval v Leidenu a 17. května 1583 se stal podplukovníkem. 28. února 1585 se stal admirálem a bojoval v roce 1588 proti španělské armádě. Od roku 1601 do roku 1625 byl guvernérem Bredy. V roce 1625 byl nucen podepsat kapitulaci města španělskému generálovi Ambrogio Spinola. Justinusovi bylo dovoleno svobodně odejít do Leidenu.

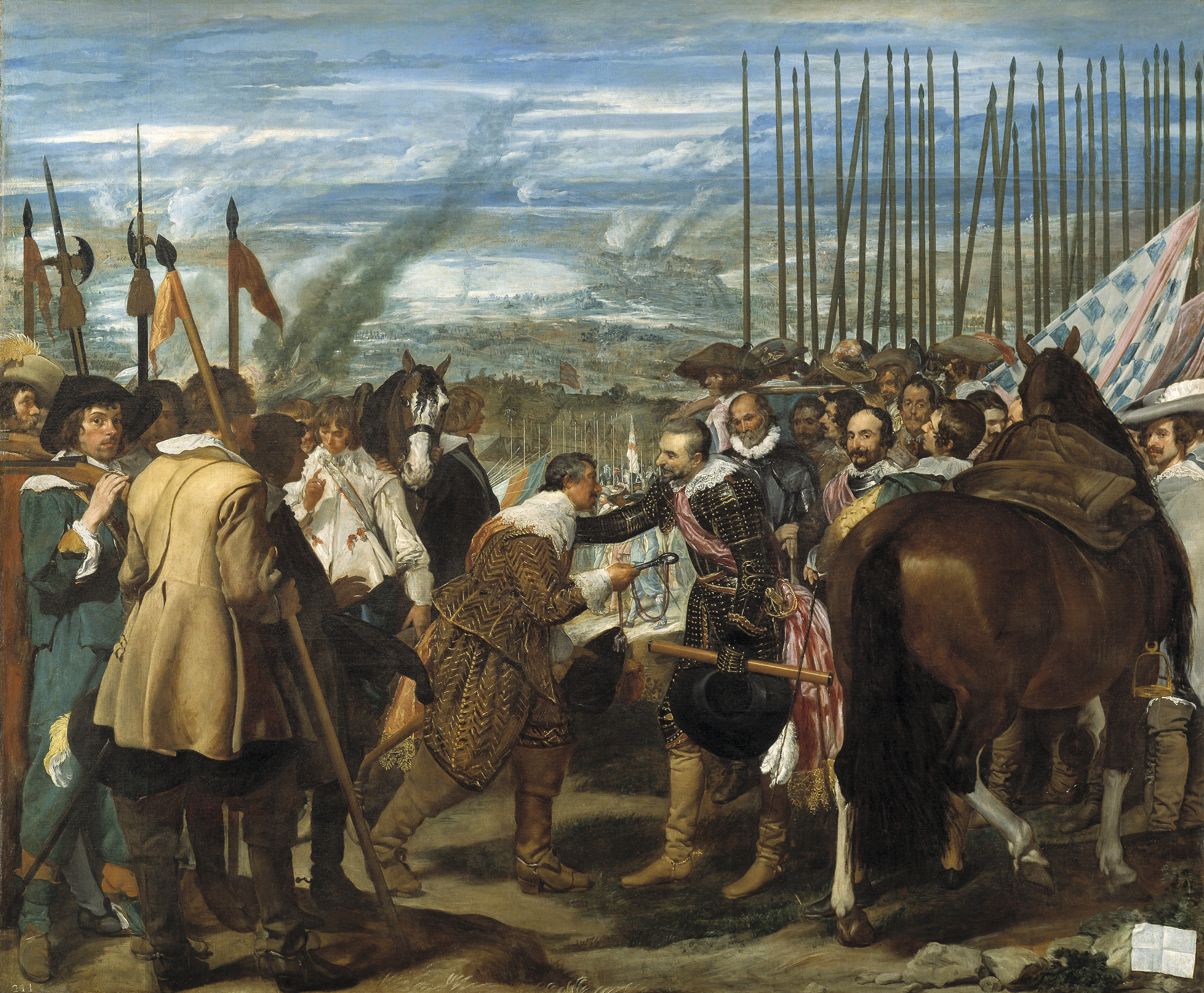
Kapitulace Bredy, Diego Velázquez